# Caius Servilius Structus Ahala (consul en -427)
Pour les articles homonymes, voir Caius Servilius Structus Ahala et Servilius Ahala.
Caius Servilius Structus Ahala ou Caius Servilius (Structus) Axilla est un homme politique romain du Ve siècle av. J.-C., consul en 427 av. J.-C.

## Famille
Il est membre des Servilii Ahalae, branche de la gens patricienne des Servilii. Les cognomina Ahala et Axilla sont de la même racine que le mot ala qui signifie « aile ». Il est possible que le consul de 427 av. J.-C., auquel Tite-Live donne le surnom d'Ahala, et le tribun militaire de 419, 418 et 417 av. J.-C., qui porte le cognomen d'Axilla selon les Fasti Capitolini, soient en fait deux personnes différentes. Selon Tite-Live, Caius Servilius Axilla est le fils de Quintus Servilius Structus Priscus Fidenas, dictateur en 435 et 418 av. J.-C. Toutefois cette hypothèse ne coïncide pas avec la filiation fournie par les Fastes capitolins et il est plus probable qu'il soit le fils d'un Quintus Servilius Ahala et le petit-fils de Caius Servilius Structus Ahala. Son nom complet est Caius Servilius Q.f. C.n. Axilla ou Structus.

## Carrière

### Consulat (427)
Ahala est élu consul en 427 av. J.-C., avec Lucius Papirius Mugillanus pour collègue. Durant leur mandat, la situation à Rome se rétablit peu à peu après une épidémie de peste meurtrière. Les Romains se s'inquiètent de nouveau de la menace que représente Véies qui semble se préparer à reprendre les hostilités sans respecter les termes du traité conclu en 435 av. J.-C., à l'issue de la bataille de Nomentum. Néanmoins, les consuls ne procèdent pas à la levée de l'armée et tentent de résoudre le conflit par voie diplomatique. Ils envoient les Fétiaux à Véies mais ces derniers n'obtiennent pas satisfaction. Finalement, les partisans de la reprise de la guerre contre les Étrusques l'emportent à Rome et une armée est rassemblée, dont le commandement échoit aux tribuns consulaires élus pour l'année suivante.

### Tribunats consulaires (419-417)
Axilla (ou Ahala) est élu tribun militaire à pouvoir consulaire en 419, 418 et 417 av. J.-C.

### Maître de cavalerie (418)
En 418 av. J.-C., les tribuns consulaires subissent un revers face aux Èques qui se sont alliés aux Latins de Labicum. Cette défaite pousse le Sénat à nommer un dictateur, Quintus Servilius Structus Priscus Fidenas, qui nomme Ahala/Axilla maître de cavalerie. Lors d'une campagne de seulement huit jours selon Tite-live, les Èques sont repoussés et le dictateur s'empare sans peine de la ville de Labicum où une colonie est fondée.